# 雅科夫·阿尔卡季耶维奇·雅科夫列夫
雅科夫·阿尔卡季耶维奇·雅科夫列夫，（俄语：Я́ков Арка́дьевич Я́ковлев，1896年6月8日（格里历：6月21日）—1938年7月29日），本姓爱泼斯坦（Эпште́йн），犹太人，苏联党和国家领导人。曾任白俄罗斯共产党（布）中央第一书记。

## 生平
- 1896年6月8日（格里历：6月22日）出生于沙俄格罗德诺的一个职员家庭。曾在彼得格勒理工学院学习。1913年加入俄国社会民主工党（布）。第一次世界大战期间，组织彼得格勒工人党建工作。参加革命工作后化名雅科夫列夫。二月革命前夕，他因参加喀山大教堂的示威活动而被捕。二月革命后参与组织彼得格勒工兵代表苏维埃的工作。
- 1917年-1918年4月，俄国社会民主工党（布）叶卡捷琳诺斯拉夫市委书记，市苏维埃主席团成员。
- 1918年4月-7月，莫斯科省金属工人联盟书记。
- 1918年7月-10月，乌克兰共产党（布）中央候补委员。
- 1918年10月-1919年3月，乌共（布）中央委员会执行局成员。
- 1919年1月-7月，哈尔科夫市革命委员会主席。
- 1919年7月-8月，乌共（布）基辅省委主席。
- 1919年8月-1920年11月，红军第14军政治部长。期间，1919年11月-1920年2月，弗拉基米尔省苏维埃执行委员会主席。1920年1月-11月，乌共（布）哈尔科夫省委主席。
- 1920年-1921年，苏俄教育人民委员部政治教育总局成员。
- 1921年11月-1924年2月，俄共（布）中央宣传部第二、第一副部长，新闻处处长。
- 1923年-1929年，《Krestyanskaya Pravda》报纸编辑。期间，1924年2月-6月兼任俄共（布）中央新闻部部长。1924年-1928年，《Bednota报》编辑。1926年-1929年7月，苏联工农监察副人民委员。
- 1929年12月-1934年10月，苏联农业人民委员。期间，1929年-1931年兼任全苏集体农庄委员会主席。
- 1934年10月-1936年，联共（布）中央农业部长。1935年获苏联列宁农学院院士。
- 1936年10月-1937年12月，联共（布）中央第一副主席。
- 1937年7月29日-8月11日，白俄罗斯共产党（布）代理中央第一书记。
- 1937年10月12日被捕。
- 1938年7月29日被苏联最高法院军事审判庭指控参与反革命组织，判处死刑，当日执行。终年42岁。
- 1957年1月5日平反。

雅科夫列夫是俄国社会民主工党（布）6大，俄共（布）8-13大，联共（布）14-17大，第13-17次代表会议代表，第16-17届中央委员，第14届中央监察委员会主席团候补委员，第15届中央监察委员会主席团委员。